# Miko

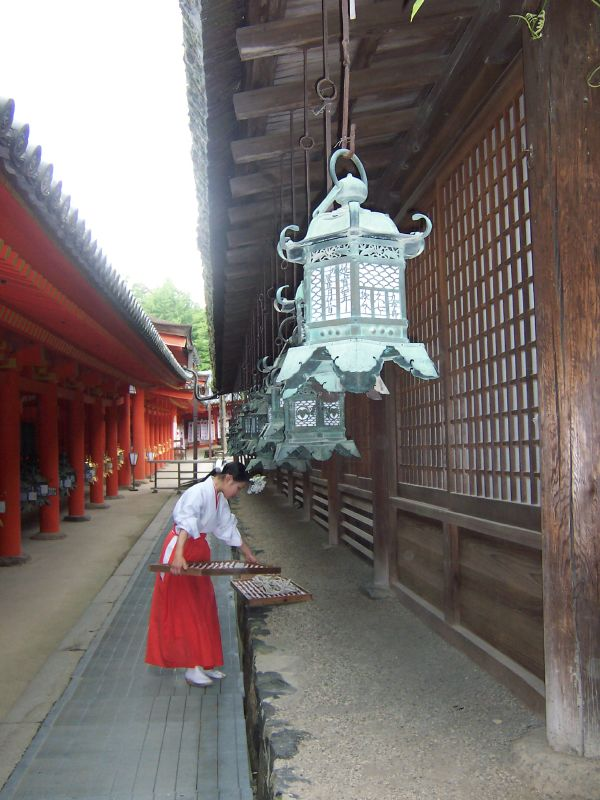
Vu nữ tại đền Kasuga (Kasuga Taisha)

Vu nữ (巫女 Miko) là danh từ chỉ  "người giữ đền; trinh nữ hiến thần" phục vụ tại những Thần xã (đền thờ của Thần đạo) ở Nhật Bản. Trước đây Vu nữ còn có nghĩa là "nữ pháp sư; bà đồng; nữ tiên tri" người chuyên truyền đạt những lời sấm truyền.

## Lịch sử

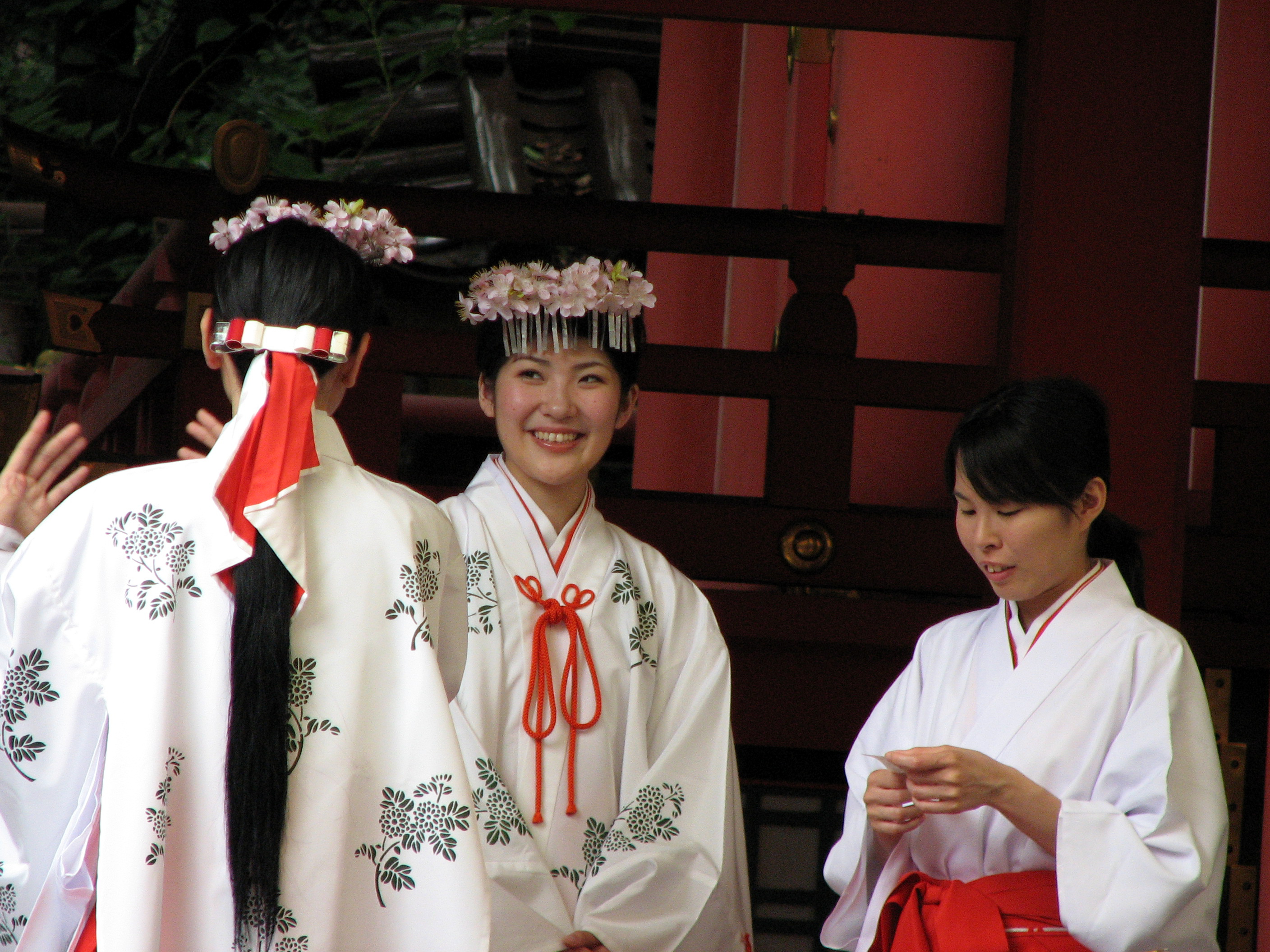
Vu nữ tại đền Ikuta đang chuẩn bị cho một lễ cưới

Vu nữ đã có từ thời cổ đại của nước Nhật. Vào thời ấy, phụ nữ rơi vào trạng thái nhập tràng rồi truyền đi lời tiên tri hoặc những lời nói từ các vị thần được gọi là Vu nữ, không giống như Nhà tiên tri ở Delphi của Hy Lạp cổ đại. Về sau, Vu nữ là những người phục vụ nữ tại những Thần xã. Họ thường là con gái của pháp sư quản lý ngôi đền. Vai trò của Vu nữ gồm có biểu diễn những điệu múa mang tính nghi lễ (miko-mai) và hỗ trợ pháp sư trong nhiều buổi lễ, đặc biệt là lễ cưới. Truyền thống này vẫn tiếp tục đến ngày nay và Vu nữ xuất hiện nhiều ở các Thần xã. Vào thời đại ngày nay phần lớn Vu nữ được thuê làm bán thời gian hoặc là những người tình nguyện. Nhiệm vụ của họ là hỗ trợ các phận sự của đền, biểu diễn điệu múa nghi lễ, phân phát Omikuji (một dạng đoán số), và phục vụ trong các cửa hiệu của đền.
Trên lý thuyết, Vu nữ phải là trinh nữ, tuy nhiên, đã có những ngoại lệ trong lịch sử khi một người nào đó có một tính cách rất mạnh mẽ. Có thể đúng khi một phụ nữ đang làm Vu nữ lấy chồng, cô ta phải từ bỏ nhiệm vụ tại đền để theo chồng và gia đình mới. Quy luật này hiện nay đã gần như bị bãi bỏ, mặc dù đa số vẫn rời khỏi đền hoặc huấn luyện cho chức thầy tu sau khi cưới. Đồng phục của Vu nữ (trước đây và ngày nay vẫn vậy) bao gồm hakama, một áo kimono. và tabi. Thỉnh thoảng Vu nữ mặc một haori trắng mỏng gọi là "chihaya". Hakama thường có màu đỏ, nhưng các màu khác cũng không hiếm. Áo kimono có cánh tay dài, rộng và luôn là màu trắng, trắng là biểu tượng của sự tinh khiết. Một dải lụa trắng hoặc đỏ thường được cột trên tóc Vu nữ.

## Hư cấu

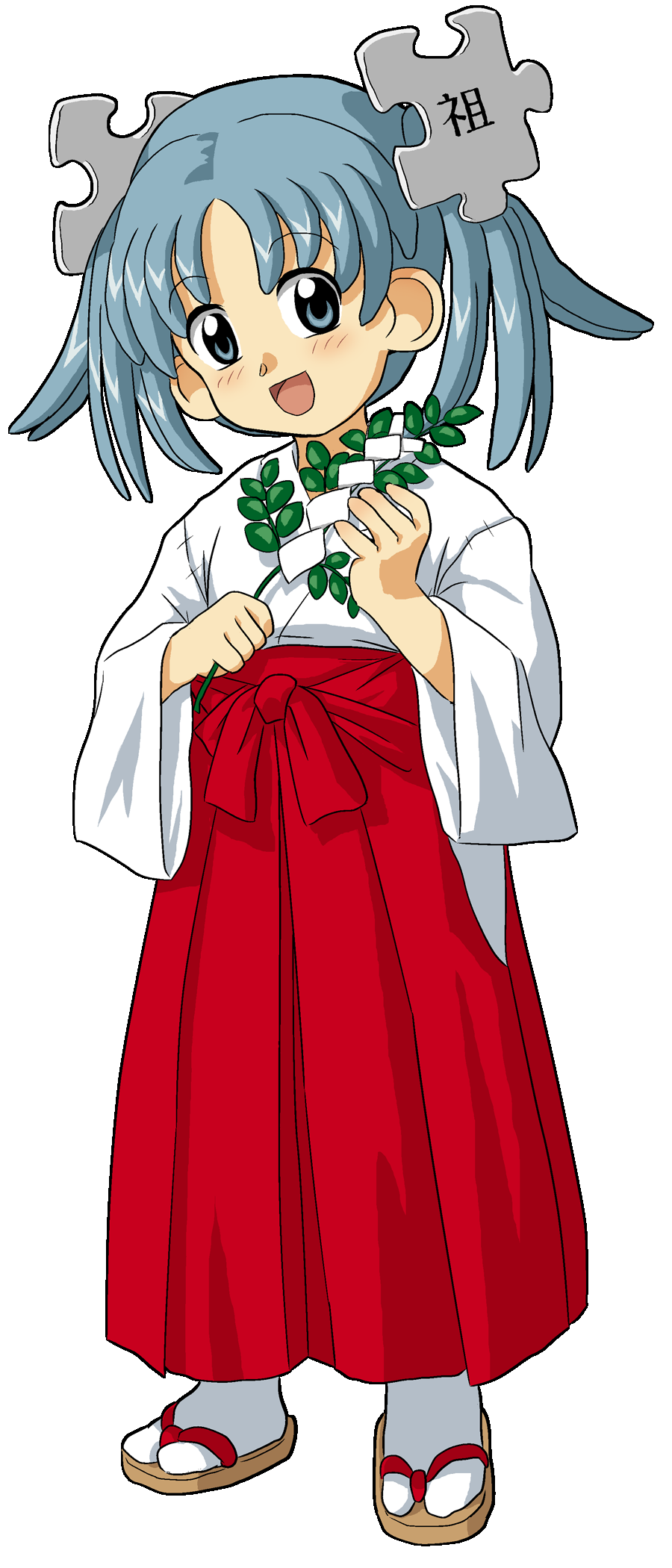
Wikipe-tan trong đồng phục Vu nữ.

Vu nữ là nhân vật phổ biến trong văn học Nhật Bản, manga và anime. Vu nữ thường là nhân vật có tính truyền thống và dễ dàng nhận ra bởi bộ đồng phục. Có lẽ cách mô tả Vu nữ phổ biến nhất là một nhân vật quét sân đền với cây chổi tre. Trong một số truyện lãng mạn, đặc biệt là trò chơi điện tử bishōjo và visual novel, Vu nữ thường được minh họa là những cô gái xinh đẹp nhưng thường quá buồn tẻ, đồng bóng—thường do ít cảm xúc hoặc ghét con trai. Điều này hoàn toàn tương phản với khuôn mẫu thân thiện và nghiêm túc của ma-xơ Thiên chúa giáo trong những câu chuyện như vậy.
Mặc dù những hình ảnh trần tục, manga và anime hay mô tả Vu nữ là các anh hùng chống lại linh hồn xấu xa, ác quỷ, và ma, thường với sức mạnh pháp thuật hoặc siêu nhiên. Trong những câu chuyện như vậy Vu nữ thường được minh họa là rất giỏi nhiều loại võ thuật, đặc biệt là sử dụng vũ khí truyền thống của Nhật như yumi (cung dài), tanto (dao), hoặc bất kỳ biến thể nào của kiếm Nhật: katana, wakizashi, v.v. Vu nữ hầu như luôn luôn được gán cho khả năng thực hiện nhiều loại phép thuật, đặc biệt là o-fuda và các dạng tiên đoán khác nhau. Trong trò chơi theo lượt của phương Tây, họ đôi khi được xem tương đương với các cấp nhân vật như Giáo sĩ, "phù thủy trắng", hoặc Hiệp sĩ. Những Vu nữ này đôi khi được gọi là Betsushikime.  Trong vài trường hợp, Vu nữ trong lịch sử, như Izumo no Okuni, được tin đã từng là betsushikime.

## Truyền thống huấn luyện
Vị trí pháp sư được truyền từ thế hệ này sang thế hệ khác, nhưng đôi khi vẫn có những người không phải là hậu duệ của pháp sư tự nguyện tham gia vào quá trình huấn luyện, hoặc được bổ nhiệm bởi trưởng làng. Để làm được điều đó, người này phải có một số tiềm năng. Vài đặc điểm được xem như là dấu hiệu để nhận biết một pháp sư bao gồm: loạn thần kinh, ảo giác, hành vi bất thường và chứng cuồng loạn.
Các cô gái (vẫn còn trẻ, thông thường sau khi bắt đầu chu kỳ kinh nguyệt) muốn trở thành pháp sư phải trải qua quá trình huấn luyện chuyên sâu cho kuchiyose miko (gọi hồn người quá cố). Một vị pháp sư, có thể là thành viên trong gia đình của bộ tộc, sẽ dạy các cô gái những kĩ năng bắt buộc để kiểm soát trạng thái xuất thần của mình. Các nghi thức được thực hiện bao gồm tắm bằng nước lạnh, thanh tẩy định kỳ, kiêng cữ và chú ý những điều cấm kị thông thường như cái chết, bệnh tật và máu. Ngoài ra, họ còn được dạy làm thế nào để giao tiếp với kami và linh hồn của người đã khuất bằng cách để bị điều khiển bởi những linh hồn đó. Việc này được thực hiện bằng hình thức tụng kinh và nhảy múa cùng với trống và chuông, vì vậy mà các cô gái được dạy những nhịp điệu và ngữ điệu được dùng trong các bài hát, lời cầu nguyện và câu thần chú.
Những dụng cụ khác được sử dụng còn có gương (để thu hút kami) và kiếm (katana). Các cô gái cũng cần biết tên của những kami có ảnh hưởng tới làng, cũng như chức vụ của họ. Cuối cùng là học một mật ngữ chỉ được truyền thụ bởi những pháp sư khác trong bộ lạc và hiểu các bí thuật cùng khả năng tiên tri. Sau quá trình đào tạo từ ba đến bảy năm, các cô gái sẽ thực hiện nghi lễ kết nạp để trở thành pháp sư chính thức. Buổi lễ thần bí này được chứng kiến bởi người thầy đã huấn luyện họ, những pháp sư thâm niên và đồng môn. Những cô gái khoác lên mình một tấm vải liệm trắng để tượng trưng cho sự kết thúc của kiếp trước. Các pháp sư bắt đầu tụng kinh một lúc thì những cô gái rùng mình. Kế tiếp, người thầy sẽ hỏi cô gái kami nào đã điều khiển họ. Ngay khi nhận được câu trả lời, người thầy sẽ ném một cái bánh gạo vào mặt cô gái khiến cô bất tỉnh. Những vị tiền bối sẽ đưa cô gái lên một chiếc giường và giữ ấm cho cô đến khi tỉnh dậy. Sau khi trải qua toàn bộ thử thách và tỉnh lại, cô gái được phép mặc một chiếc áo cưới rực rỡ và thực hiện nghi lễ tương tự như đám cưới truyền thống.
Nét tương đống giữa nghi lễ kết nạp và đám cưới truyền thống cho thấy rằng các nữ tu, vẫn còn là trinh nữ, nay đã trở thành cô dâu của kami mà cô ấy phục vụ (được gọi là Tamayori Hime 玉依姫). Trong quá trình xuất thần, kami đã yêu cầu cô gái đến đến đền của mình. Ở một số vùng của Nhật Bản, cô gái phải mang theo một nồi gạo (meshibitsu) và một cái chảo. Một phong tục cũ, đã bị loại bỏ từ lâu là thực hiện hành vi tình dục với một thầy tu Thần đạo (shintô) đại diện cho kami. Kết quả của cuộc giao hợp này là pháp sư sẽ có con của kami (mikogami 御子神).

## Ví dụ về miko
- Yamatohime-no-mikoto, con gái của Hoàng đế Suinin, người sáng lập Đền Ise
- Himiko, Nữ vương Yamatai vào đầu thế kỷ thứ 3
- Thiên hoàng Thần Công, vợ của Thiên hoàng Trọng Ai, mẹ và quan nhiếp chính của Thiên hoàng Ứng Thần
- Izumo no Okuni, người sáng lập kabuki.
- Donni Barrish, Vu nữ chính của Đại đền Tsubaki của Mỹ và là một ví dụ nổi tiếng về Vu nữ không phải người Nhật.